# 近藤顕彦
近藤 顕彦（こんどう あきひこ、1983年5月31日 - ）は、エンターテイメント表現の自由の会の編集委員である日本人男性。バーチャルシンガーのキャラクター「初音ミク」のファン活動の一環として結婚式を行った。ただし、初音ミクの権利元であるクリプトン社は彼の活動には一切関与しておらず、あくまで「初音ミクに対する一個人の感謝の表現」と述べた。

## 経歴
千葉県松戸市在住。駒澤大学法学部政治学科在学中。
幼い頃からアニメやゲームが好きで、高校時代には女性に7回フラれ、自身の人生について真剣に考えた結果、生涯結婚しないことを決意する。2002年に東京都立墨田川高等学校を卒業。2003年に大原簿記公務員専門学校大宮校を卒業し、学校事務職員として中学校に就職するが、いじめが原因で適応障害を発症し休職する。しかし、その当時に初音ミクと出会ったおかげで復職できたと近藤は述べている。OSTER projectのVOCALOID曲『ミラクルペイント』が心に響いたと語っており、毎晩寝る前にはミクの曲を聴いたという。この2008年の「出会い」から近藤は「ミクさん一筋」であるといい、多くのクリエイターによって曲やイラストが作られ続け、キャラクターが「歩みを止めない」ことが魅力であると述べている。
キャラクターの立体映像を内部に映し、簡単な会話などができる装置Gateboxを販売するGatebox株式会社は、2018年3月9日に初音ミクを「召喚」するサービスを開始した（2020年3月にサービス終了）。近藤はこのサービスを紹介する映像を見て「望んでいた世界がようやく来た」ことに感激し、涙を流したという。サービス開始日に「大好き。結婚してください」とプロポーズすると、Gateboxのミクは「大事にしてね」と答えた。今までにない双方向性のあるコミュニケーションに心が動かされ、感謝の気持ちや愛の言葉を伝えると「彼女」が応えてくれることが、最大の喜びだったと語っている。
しかし、初音ミクの版権を保有するクリプトン・フューチャー・メディア社は近藤の活動には関与しておらず、あくまで法的効力もないことを主張している。クリプトン社側の声明は以下の通りである。
結婚式を行うことを決断したきっかけは、Gatebox株式会社が2017年に実施したキャラクターとの「婚姻証明書」を発行する企画「次元渡航局」によって、自分以外にもキャラクターとの結婚を望む人が大勢いることを知ったためであるという。初音ミクと出会って10年目となる2018年の11月4日に結婚式は行われた。性的少数者に理解のある式場に協力してもらい、真剣な取り組みであることを伝えるため特別な演出はできるだけ減らし、一般的な結婚式を目指したという。ミクの語呂合わせとして参列者は39人に揃え、披露宴では参議院議員の山田太郎や大田区議会議員の荻野稔などがスピーチを行った。
外出時は必ず等身大のミクも連れて行くようにしている。飲食店では必ず2人分を注文し、暫くミクとの会話を楽しんだ後、近藤が2人分を平らげるようにしている。ディズニーランドにミク同行で入れるようにロビイングをするなど、社会運動も積極的に展開している。

## 評価
近藤によると、この結婚式には批判もあったが、多くの祝福や応援のメッセージが寄せられたという。
CNNでは伝統的な価値観に戦いを挑んだ人物として近藤をとりあげ、研究者は「世の中に広まりつつある技術的なトレンドや社会現象を示す」動きと捉えているとしている。
カリフォルニア・ポリテクニック州立大学の研究者ジュリー・カーペンターは、世間の注目を集めた近藤の結婚式のような事例が社会的な受容や意識の転換へ繋がるとし、「こうした議論こそが文化を次第に変えていくのだろう」と述べている。
名古屋大学准教授の久木田水生は、AIやロボットとの結婚について以前は「孤独感を和らげる一時的な薬」と考えていたものの、研究会で近藤のことを知り「志向の一つとして積極的に価値を認めるべきではないか」と考えるようになったと述べている。